# بی‌همتاسران
بی‌همتاسران (نام علمی: Enicocephalidae) نام یک تیره از راسته نیم‌بالان است.